# Tributylgermaniumchlorid
Tributylgermaniumchlorid ist eine metallorganische Verbindung des Germaniums. Es ist ein Feststoff mit einem Schmelzpunkt von 270 °C.
Tributylgermaniumchlorid kann durch Reaktion von Tetrabutylgermanium mit Germanium(IV)-chlorid gewonnen werden.